# Les Caves Rocbère
Les Caves Rocbère sont issues du regroupement de trois caves coopératives du sud de la France. Ce sont le principal producteur d'AOC Corbières.